# Mijako
Souostroví Mijako (japonsky 宮古列島 [Mijako rettó]) je skupina ostrovů na hranici mezi Východočínským mořem a Filipínským mořem, která je v rámci prefektury Okinawa součástí Japonska.

## Geografie
Souostroví leží v jižní části souostroví Rjúkjú, zhruba na poloviční vzdálenosti mezi Okinawou a Tchaj-wanem. Je pozůstatkem rozsáhlého pevninského mostu, který se zhruba před 5 mil. let rozlámal a během stávajícího interglaciálu byl z větší části zatopen. Je tvořeno vápencem uloženým na vrstvách jílu. Kolem ostrovů se nacházejí rozsáhlé mělčiny s korálovými útesy.
Flóra je na ostrovech subtropická a jsou v ní zastoupeny i některé tropické druhy. Není tak bohatá jako na ostatních částech souostroví Rjúkjú; vyskytuje se zde 134 volně žijících druhů, z nichž 132 je původních. Fauna je zastoupena 254 druhy ptáků, 8 druhy savců, větším počtem druhů plazů a obojživelníků; ostatní druhy představuje především zdejší rozmanitý hmyz. Nejznámějším zdejším endemitem je kůň Mijako. Ostrovy Irabu a Šimodži jsou včetně okolního moře od r. 1995 chráněným územím (Irabu Prefectural Natural Park) o rozloze 23 km².
Klima na ostrovech je oceánické, subtropické. Průměrná roční teplota vzduchu je 23,0 °C; nejnižší teploty nastávají v lednu a únoru (10 °C až 15 °C), nejvyšší jsou mezi červencem a zářím (30 °C). Roční úhrn srážek je okolo 2 300 mm s maximem v období dešťů na přelomu května a června; průměrná vlhkost vzduchu je 80 %.

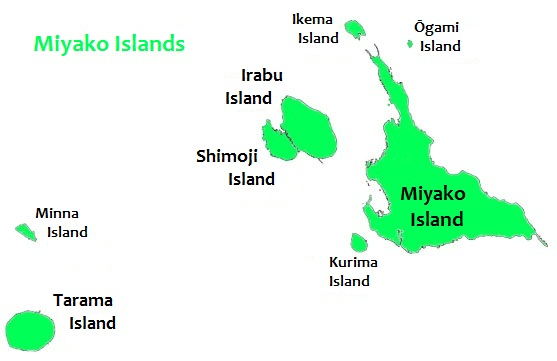
Mapa souostroví Mijako

Přehled obydlených ostrovů dává následující tabulka:
| Správní celek     | Ostrov      | japonsky | Pohled shora | Plocha, [km²] | Nejvyšší bod [m n. m.] | Zeměpisné souřadnice              |
| ----------------- | ----------- | -------- | ------------ | ------------- | ---------------------- | --------------------------------- |
| město Mijakodžima | Mijakodžima | 宮古島   |              | 159,25        | 115                    | 24°46′27″ s. š., 125°19′36″ v. d. |
| město Mijakodžima | Ikemadžima  | 池間島   |              | 2,83          | 28                     | 24°55′56″ s. š., 125°14′31″ v. d. |
| město Mijakodžima | Kurimadžima | 来間島   |              | 2,84          | 47                     | 24°43′33″ s. š., 125°15′6″ v. d.  |
| město Mijakodžima | Irabudžima  | 伊良部島 |              | 29,08         | 89                     | 24°50′20″ s. š., 125°9′25″ v. d.  |
| město Mijakodžima | Šimodžišima | 小浜島   |              | 9,54          | 22                     | 24°48′58″ s. š., 125°9′15″ v. d.  |
| město Mijakodžima | Ógamidžima  | 大神島   |              | 0,24          | 75                     | 24°55′1″ s. š., 125°18′29″ v. d.  |
| obec Taramadžima  | Taramadžima | 多良間島 |              | 19,75         | 33                     | 24°39′28″ s. š., 124°42′1″ v. d.  |
| obec Taramadžima  | Minnadžima  | 水納島   |              | 2,15          | 13                     | 24°45′17″ s. š., 124°41′42″ v. d. |

## Obyvatelstvo
Převážná část obyvatel (téměř 56 000) žije na ostrově Mijakodžima. Většina obyvatel mluví mijakštinou (宮古語 [mjáku haci]), což je jeden z japonsko-rjúkjúských jazyků. Japonština je rozšířena jako druhý jazyk.

## Hospodářství
Hlavním zdrojem obživy na ostrovech býval rybolov a zemědělství, ve kterém od počátku 20. století nabylo významu pěstování cukrové třtiny. Po druhé světové válce vzrostl význam domácí turistiky.
Ostrovy jsou propojeny trajekty. Hlavní ostrov Mijakodžima je spojen mosty s ostrovem Ikemadžimou (dl. 1 592 m) a Kurimadžimou. Na Mijakodžimě, Šimodžišimě a Taramadžimě jsou letiště místního významu.

## Historie
Ostrovy byly od středověku součástí království Rjúkjú. Koncem 19. století je Japonsko anektovalo spolu s celým královstvím. Po porážce Japonska ve druhé světové válce podléhaly americké správě. Podle čl. 3 sanfranciské smlouvy patřily ostrovy k územím, která měla být se souhlasem OSN převedena do správy USA. Pro odpor Sovětského svazu OSN takový souhlas nevydalo. Ostrovy byly 17. června 1971 Japonsku navráceny.

## Zajímavosti
Ostrovy jsou zajímavé svým folklórem, ze kterého jsou pozoruhodné slavnosti a slavnostní oblečení. Nachází se zde botanická zahrada a každoročně je zde pořádán významný závod v triatlonu.